# Herman Zap
Herman Zap foi uma rubrica televisiva humorística inserida em 1995-1996 no programa Parabéns (RTP1), apresentado por Herman José.
Escrito por uma equipa de argumentistas das Produções Fictícias, Herman Zap resultou de uma rubrica radiofónica com o mesmo nome, assentando sobretudo na paródia a formatos televisivos então no ar nos canais portugueses (o que deu origem a "programas" como "Zapanhados" ou "Zap de Encontro"). Para Herman José, foi o regresso à sátira televisiva e aos sketches humorísticos, apresentando-se acompanhado por um elenco formado por Maria Rueff, Lídia Franco, Miguel Guilherme, José Pedro Gomes e Vítor de Sousa. 
Um dos "programas" de Herman Zap era "O Repórter não Estava Lá", na qual se recriavam acontecimentos históricos como o assassinato de Júlio César, a batalha de Aljubarrota e a Última Ceia. Foi justamente o sketch acerca deste episódio bíblico que provocou acesa indignação em sectores católicos e a contestação da Rádio Renascença.
Herman e os argumentistas trabalharam na rubrica ideias e personagens que seriam depois aproveitadas em Herman Enciclopédia. Os episódios de Herman Zap (com a excepção da rábula sobre a Última Ceia) foram reunidos em edições VHS.